# 142. poljska artilerijska brigada (ZDA)
142. poljska artilerijska brigada (izvirno angleško 142nd Field Artillery Brigade) je bila poljska artilerijska brigada Kopenske vojske Združenih držav Amerike.